# Pantà de Sant Antoni
L'embassament de Sant Antoni –també anomenat pantà de Sant Antoni o de Talarn–, és un embassament que pertany al riu Noguera Pallaresa. El forma una presa situada a l'estret de Susterris, al municipi de Talarn, i s'estén pels termes de la Pobla de Segur, Salàs de Pallars, Conca de Dalt, Talarn i Isona i Conca Dellà, a la comarca del Pallars Jussà.
L'embassament comença a la vall antigament coneguda com a Susterris, des d'on s'estén cap al nord; la cua arriba a la Pobla de Segur i al Pont de Claverol. Va negar l'església de Sant Antoni de Susterris i bona part de les terres de la Comanda de Susterris.
L'empresa Riegos y Fuerzas del Ebro en va començar la construcció l'any 1913, filial de la canadenca Barcelona Traction i coneguda per aquest motiu com La Canadenca. La construcció de la presa i de les dependències de la central portà una certa riquesa i renovació als pobles de l'entorn, com ara Vilamitjana, on van residir durant el temps que durà la construcció de la presa, una bona part dels obrers de la constructora.
També va generar riquesa gràcies a la ulterior construcció de séquies i canals, com el Canal de Gavet, que, a més de dur l'aigua a centrals secundàries del mateix sistema energètic, augmentaren les terres de regadiu d'alguns pobles, com el ja esmentat de Vilamitjana.
Aigües avall, pocs quilòmetres al sud, té el pantà dels Terradets, a la mateixa Noguera Pallaresa.

## Funcions
La regulació de cabal que permet la presa de l'embassament de Sant Antoni compleix dues funcions: primer, produeix energia hidroelèctrica. Subministra aigua a la central hidroelèctrica de Talarn, instal·lada a peu de presa i a través del canal de Gavet, a la central hidroelèctrica de Reculada, al terme municipal de Gavet de la Conca. Regula el cabal per a reg, amb dues séquies situades als vessants de l'embassament i usos recreatius i turístics (amb tres zones de bany, navegació i pesca).

## Característiques tècniques
L'embassament té una longitud aproximada d'11 km i una alçada màxima de 86 m. La longitud de la presa a la coronació és de 180 m.Té una capacitat de 205 hm³ i la superfície de la làmina d'aigua en la seva màxima capacitat és de 927 ha. L'embassament recull l'aigua d'una superfície de territori de 2.070 km², aproximadament. Actualment és el cinquè embassament més extens de tot Catalunya, per darrere de l'embassament de Canelles, l'embassament de Rialb, l'embassament de Susqueda i l'embassament de Riba-roja.
Té una potència de producció elèctrica de 30.000 kW.

## Coordenades
- De la presa: 42° 10′ 44″ N, 00° 54′ 49″ E / 42.17889°N,0.91361°E 510 m. alt.
- De la cua: 42° 14′ 24″ N, 00° 58′ 14″ E / 42.24000°N,0.97056°E 501 m. alt.